# Gabriel Calvo
Gabriel Calvo Fernández (* 5. August 1955 in Madrid; † 10. Dezember 2021 in Granada) war ein spanischer Turner.

## Karriere
Gabriel Calvo nahm für Spanien an den Olympischen Sommerspielen 1976 und 1980 teil. Zudem startete er bei den Europameisterschaften 1977, wo er mit Platz fünf im Sprung sein bestes Resultat erzielte.
Bei den Mittelmeerspielen 1979 in Split gewann Calvo Gold im Bodenturnen und Silber im Mannschaftsmehrkampf.
Calvo studierte von 1978 bis 1983 an der Universität Complutense Madrid Zoologie.